# Jordi Miralles i Conte
Jordi Miralles i Conte (Barcelona, 27 d'abril de 1962 - Castelldefels, 14 d'octubre de 2015) va ser un carter i polític català, membre del Partit dels i les Comunistes de Catalunya (PCC) i coordinador general d'Esquerra Unida i Alternativa entre els anys 2000 i 2012.

## Activitat professional
Es llicencià en història contemporània per la Universitat de Barcelona. Va exercir de funcionari de correus fins a incorporar-se a l'activitat política institucional. Un cop abandonada aquesta activitat el 2012, va recuperar l'antiga feina fins al 2015 quan es va tornar a implicar activament en la política a les eleccions municipals espanyoles de 2015.

## Activitat política
Entre les responsabilitats polítiques que va exercir s'inclouen la secretaria general dels CJC-Joventut Comunista, la direcció d'Avant, el diari del PCC.
Va ser diputat al Parlament de Catalunya del 2003 al 2012 i secretari tercer de la Mesa del Parlament de Catalunya de 2006 al 2010. Va ser vicepresident de la coalició Iniciativa per Catalunya Verds - Esquerra Unida i Alternativa, membre de la presidència federal d'Izquierda Unida, membre del comitè executiu del PCC, del Consell de Presidents del Partit de l'Esquerra Europea i afiliat a Comissions Obreres.
A les eleccions de 2012 va quedar fora de les llistes, cosa que va provocar que altres militants li donessin suport.
El 2015 s'incorpora a la política municipal de la seva ciutat, Castelldefels, presentant-se com a número 2 de la llista municipal de Movem Castelldefels que liderava Candela López. A les eleccions municipals de 2015 va obtenir l'acta de regidor i va formar part del govern municipal com a 5è Tinent d'Alcalde de Comerç, Turisme i Hostaleria i Pla de Barris de Castelldefels, fins a la seva mort.
A finals de juliol de 2015 va ingressar a l'hospital de Bellvitge de Barcelona afectat per una meningitis de la qual no es va recuperar i va morir el 14 d'octubre del mateix any.